# Backstreet Anthems
Backstreet Anthems è il primo album in studio degli Shameless, uscito nel 1999 per l'Etichetta Red Skunk Recordz.

## Tracce
1. Backstreet Action – 5:00 (Alexx, Trinkl)
2. Strange Dayz – 4:04 (Alexx)
3. Just 1 Nite – 4:51 (Chudzunski, Ortner, Steinbeisser)
4. You're The One (I Want) – 4:18 (Alexx, Rachelle)
5. Flaming Youth – 2:54 (Frehley, Stanley, Simmons, Ezrin) – cover dei Kiss
6. Talk To Me – 4:21 (Alexx, Summers)
7. Realize – 5:52 (Alexx, Rachelle)
8. What's Goin' On – 3:48 (Alexx)
9. Hard Dayz Nite – 2:41 (Lennon, McCartney) – The Beatles Cover)
10. All The Girls, But U – 4:21 (Alexx, Robison)

## Formazione
- Steve Summers - voce (Pretty Boy Floyd)
- Eddie Robison - voce (Alleycat Scratch)
- Stevie Rachelle - voce (Tuff)
- Tracii Guns - chitarra (L.A. Guns)
- Bruce Kulick - chitarra (Kiss)
- Kristy Majors - chitarra (Pretty Boy Floyd)
- B.C. - chitarra
- Alexx Michael - basso
- Eric Skodis - batteria (Imperial Drag)
- Robert Sweet - batteria (Stryper)
- Brian Tichy - batteria (Sass Jordan, Tuff, Billy Idol, Foreigner, Ozzy Osbourne)
- Eric Singer - batteria (Kiss, Alice Cooper)
- Teddy Andreadis - piano (Guns N' Roses)